# Burgasz trolibuszvonal-hálózata
Burgasz trolibuszvonal-hálózata (bolgár nyelven: Бургас Тролейбусен транспорт)) Bulgária Burgasz városában található trolibuszhálózat. Összesen 2 vonalból áll. Jelenlegi üzemeltetője a Burgasbus.
Az áramellátás felsővezetékről történik, a feszültség egyenáram. 
A forgalom 1989. szeptember 25. indult el.